# Mohamed Ben Abdelkader
Mohamed Ben Abdelkader (arab. ‏محمد بن عبدالقادر‎) – marokański piłkarz występujący na pozycji pomocnika lub napastnika, reprezentant Maroka.

## Kariera
Na początku lat 60. XX wieku występował w reprezentacji Maroka. W 1962 roku zdobył po bramce w dwóch meczach towarzyskich przeciwko Polsce, rozegranych w Casablance (1:3) i Warszawie (1:1).